# Holzhausen (Pfeffenhausen)
Holzhausen ist ein Gemeindeteil des Marktes Pfeffenhausen in Niederbayern im Landkreis Landshut.

## Lage und Verkehr
Das Dorf liegt 1,5 km nordwestlich des Hauptortes im Tal des Marktbaches, einem rechten Zufluss der einen Kilometer nördlich verlaufenden Laber. Die Gegend ist landwirtschaftlich geprägt, insbesondere vom Hopfenanbau.
Verkehrsmäßig erschlossen ist der Ort durch die Kreisstraße LA 38, die dort Moosburger Straße heißt, und zu der unmittelbar nördlich verlaufenden Bundesstraße 299 führt.

## Geschichte
Eine frühe urkundliche Erwähnung des Ortes ist bereits in der späten karolingischen Zeit um das Jahr 871 als Einzelhof fassbar. Vereinzelte Funde bestätigen die Existenz eines abgegangenen Herrensitzes südlich der Lohbachstraße, dessen untertägige Reste als Bodendenkmal mit der Aktennummer D-2-7337-0110 geschützt sind. Nach Zerstörungen im Dreißigjährigen Krieg wurde der Herrensitz im 17. Jahrhundert mit dem ehemaligen Amtshof überbaut, ein Dreiseithof mit mächtigem Wohngebäude, Ställen, Wirtschaftsgebäuden und Wassergraben. Das Amtshaus ist als Baudenkmal (D-2-74-172-37) erhalten, der Wassergraben als Löschwasserteich. An eine im beginnenden Industriezeitalter ehemals am nördlichen Ortsrand angesiedelte Ziegelei erinnert heute nur noch der Straßenname Ziegeleistraße. Diese profitierte vom Wasserreichtum, den Sand-, Kies- und Tonvorkommen und ist, nach deren Ausbeutung, heute der Tradition folgend, von einem Unternehmen des Baugewerbes vollständig überbaut.
Die östlich außerhalb, zwar ebenfalls auf dem Ortsgebiet von Holzhausen liegende, ehemalige Feldkapelle aus dem 18. Jahrhundert (D-2-74-172-38, siehe Bild) steht ebenso unter Denkmalschutz, wird aber heute, nach dem Bau der Bundesstraße 299 räumlich abgeschnitten, kaum noch als zugehörig erkannt. siehe: Baudenkmale in Holzhausen
Die Bayerische Uraufnahme erfasste als Holzhausen in den 1810er Jahren einen Weiler mit neun Höfen mit einem 650 m² großen Löschwasserteich. Die Wirtschaftsflächen waren durch Erbfolge bereits stark parzelliert. Die Gemeinde Oberhatzkofen wurde durch das bayerische Gemeindeedikt 1818 gegründet und umfasste neben Holzhausen die Orte Anzelstetten, Backlreuth, Dirnberg, Dürnwall, Eichstätt, Elfing, Gasselsberg, Haarland, Hintlaber, Kolmöd, Langenwies, Neßlthal, Obergrub, Oberspiegelreuth, Unterspiegelreuth und Zornhof. Eine Flurbereinigung erfolgte 1972. Am 1. Juli desselben Jahres wurde die vormals selbstständige Gemeinde Holzhausen im Zuge der Gebietsreform in Bayern nach Pfeffenhausen eingemeindet. Kolmöd ist seit 1. Januar 1979 bei Obersüßbach.